# گیشوویتس
گیشوویتس (به لاتین: Giszowiec) یک منطقهٔ مسکونی در لهستان است که در کاتوویتس واقع شده‌است. گیشوویتس ۱۲٫۰۳ کیلومتر مربع مساحت و ۱۸٬۴۷۵ نفر جمعیت دارد.